# Nordrach
Nordrach è un comune tedesco di 1 949 abitanti,  situato nel land del Baden-Württemberg.